# 添田飛雄太郎

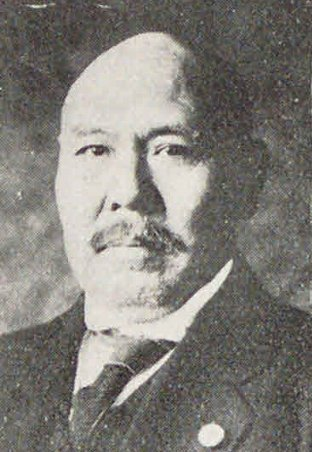
添田飛雄太郎

添田 飛雄太郎（そえだ ひおたろう、元治元年11月7日（1864年12月5日） - 昭和12年（1937年）1月25日）は、日本の衆議院議員（憲政本党→立憲国民党→立憲同志会→憲政会→革新倶楽部）。

## 経歴
出羽国雄勝郡湯沢町（現在の秋田県湯沢市）出身。1886年（明治19年）、上京して英語とドイツ語を学び、1888年（明治21年）から7年間、ドイツのテュービンゲン大学で政治学・経済学・法学を学んだ。1903年（明治36年）、秋田県立秋田中学校校長に就任し、1907年（明治40年）まで務めた。
1908年（明治41年）、第10回衆議院議員総選挙に出馬し、当選。以後、5回連続当選を果たした。